# ويليام دودغ
ويليام دودغ (بالإنجليزية: William Dodge)‏ هو متزلج جماعي أمريكي، ولد في 7 يناير 1925 في فيلادلفيا في الولايات المتحدة، وتوفي في 7 يوليو 1987 في برين مار ‏ في الولايات المتحدة.

## وصلات خارجية
- ويليام دودغ على موقع أوليمبيديا (الإنجليزية)